# Museo Local de Mariúpol
El Museo Local de Mariúpol es un museo de historia regional situado en la ciudad de Mariúpol (Ucrania), en la calle Georgievskaya 20 (en ucraniano: вулиця Георгіївська). El museo describe las condiciones naturales de la parte sur de la región de Donetsk y la historia de la región desde la antigüedad hasta el presente. Las principales actividades del museo son el coleccionismo, la exposición, la investigación, la educación científica y la biblioteca. Fue destruido en 2022 durante el asedio de Mariúpol.

## Historia
El museo fue fundado el 6 de febrero de 1920 por el departamento de educación pública de la ciudad del Comité Revolucionario de Mariúpol. Fue el primer museo estatal en la región de Donetsk.
El trabajo de los investigadores del museo contribuyó a la creación de reservas naturales en la región de Azov: estepa de Jomutovski (1926), Bilosaray Spit (1927) y tumbas de pieda (1927).
En 1937, el Museo Mariúpol recibió el estatus de museo regional y fue nombrado «Museo Regional de Acervo Local de Donetsk».
En 1950, en relación con la creación del museo regional de tradiciones locales en la ciudad de Stalino (ahora Donetsk), el museo Mariúpol fue transferido a la categoría de museos de importancia local.
El 2 de noviembre de 1970, se inauguró la «Casa Museo en Memoria de A. A. Zhdanov», una sucursal del entonces «Museo de Acervo Local Zhdanov». Los departamentos del museo eran: naturaleza, historia del período presoviético, historia del período soviético, período moderno.
En 1992, el «Museo de la Vida Popular» y el «Museo Nacional de Historia y Etnografía de los Griegos» de la región del mar de Azov en el pueblo de Sartaná se convirtieron en una sucursal.
En 2022, el museo fue destruido casi por completo e incendiado por los bombardeos rusos durante el asedio de Mariúpol.

## Exposiciones
El museo contaba con siete salas de exposiciones y una biblioteca científica que alberga alrededor de 17 000 libros. Los fondos del museo contenían alrededor de 53 000 objetos expuestos, entre elementos de naturaleza tangible, pictórica, escrita (manuscrita e impresa), numismática, arqueológica, fotográfica, natural y otras.
La exposición permanente ilustraba las condiciones naturales de la parte sur de la región de Donetsk y su historia, desde la antigüedad hasta nuestros días. Se destacaba la diversidad de flora y fauna de la región, la cual ha sufrido cambios significativos bajo la influencia de factores antropogénicos de la civilización.
De 1995 a 2001, se reorganizó y amplió la exposición de la historia del período soviético y parcialmente la historia del período presoviético. La exposición del período presoviético reflejaba el proceso de poblamiento de la región desde la antigüedad, así como el desarrollo de las tierras vírgenes de Azov por parte de ucranianos, griegos, alemanes, menonitas, judíos, cosacos del ejército de Azov, poblados fundadores, pueblos, artesanía, comercio, patrimonio cultural. La exposición del período soviético se centraba en artículos para el hogar, incluidos modelos y exhibiciones originales, que muestran el proceso de transformación de Mariúpol en el centro industrial más grande del sur de Ucrania.</ref>
En 2001, en el décimo aniversario de la independencia de Ucrania, se inauguró una nueva exposición permanente «La ciudad de Mariúpol durante los años de la independencia de Ucrania». Mostraba la implicación de Mariúpol en las áreas de producción y en educación, cultura y arte.
El museo conservaba una serie de rarezas y hallazgos interesantes de la región de Azov. De especial valor era el decreto de Catalina II a los cristianos griegos, iniciando su reasentamiento desde el kanato de Crimea de 1778 a 1780 al norte de Pryazovia, incluido el pueblo de Sartaná, el sudario de 1760 y el Evangelio de 1811. Fotos y postales recorrían la historia de la ciudad de Mariúpol y sus habitantes desde la década de 1870 hasta el presente.
La base de la colección arqueológica eran materiales de monumentos únicos: el sitio de Amvrosivska, el cementerio neolítico de Mariúpol, herramientas, signos de poder, joyas, una colección de estatuas de piedra («mujeres de piedra») de nómadas antiguos y medievales. Incluía una hebilla de bronce en forma de cabeza de alce, un ejemplo del estilo «animal escita», espejos de bronce de producción oriental del cementerio de la Horda de Oro.

## Colección

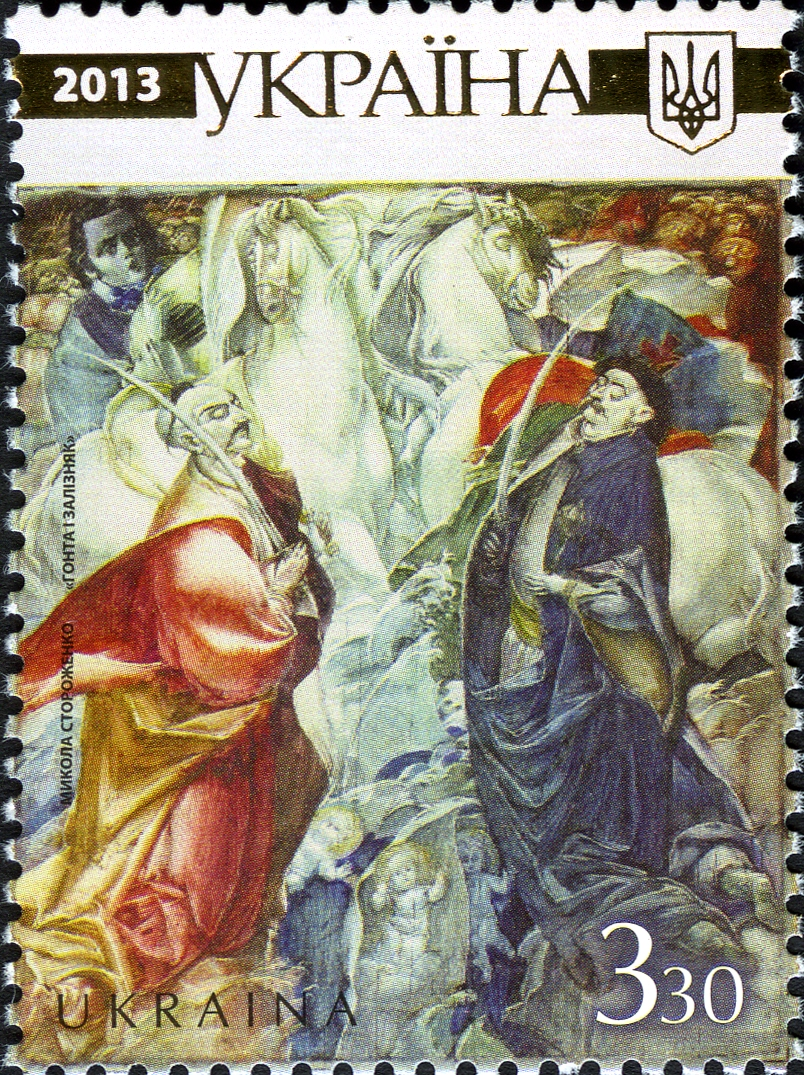
Storozhenko Mikola Andriyovich, sello Gonta y Zalizniak, 2013
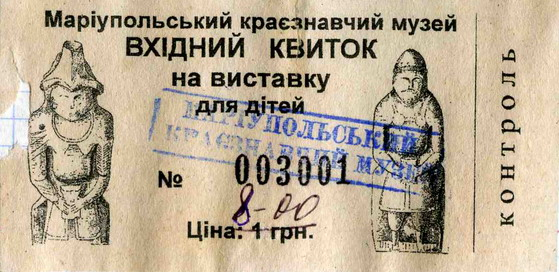
Boleto de entrada al museo en 2010
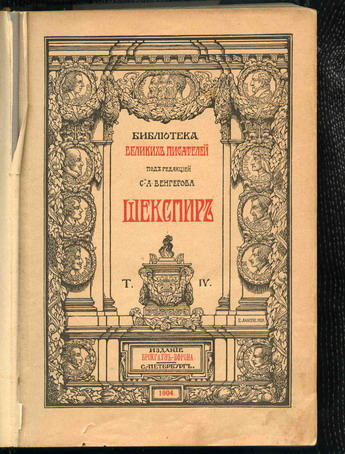
Shakespeare 1904 ed., publicado por Brockhaus-Efron, San Petersburgo
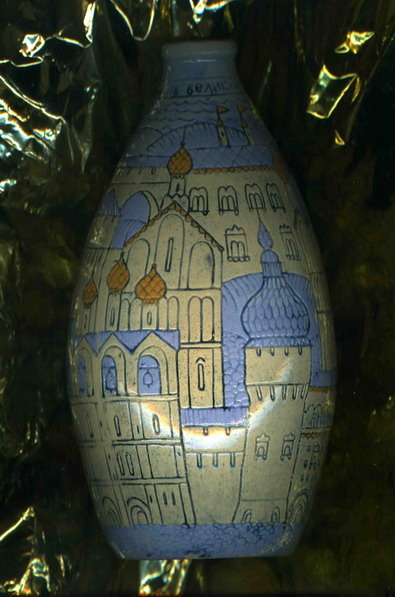
Florero Rostov Gran Loza del siglo XX.
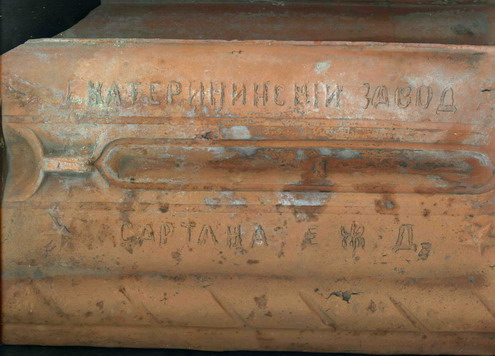
Fábrica de cerámica Catherine, Sartana, Mariúpol, principios del siglo XX.
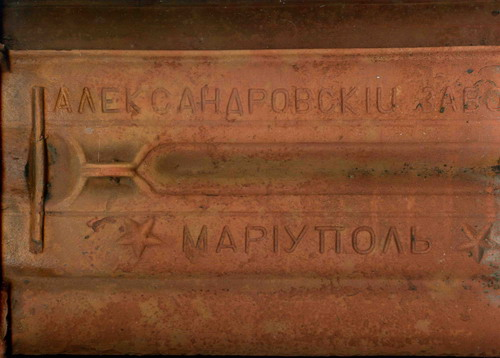
Mariúpol. Fábrica de Cerámica Alejandro. Principios del siglo XX
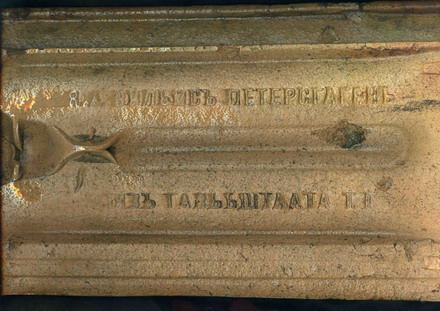
Fábrica de Cerámica Alejandro. Principios del siglo XX. V. A. Wilms Petershagen (incomprensible abajo), azulejos de principios del siglo XX. Mariúpol

### Numismática
La colección numismática del museo contiene monedas del Imperio romano, Bizancio, ciudades antiguas de la región septentrional del mar Negro, Moscovia, el Imperio ruso, la Commonwealth, Austria-Hungría, la URSS y premios del Imperio Ruso y la URSS.

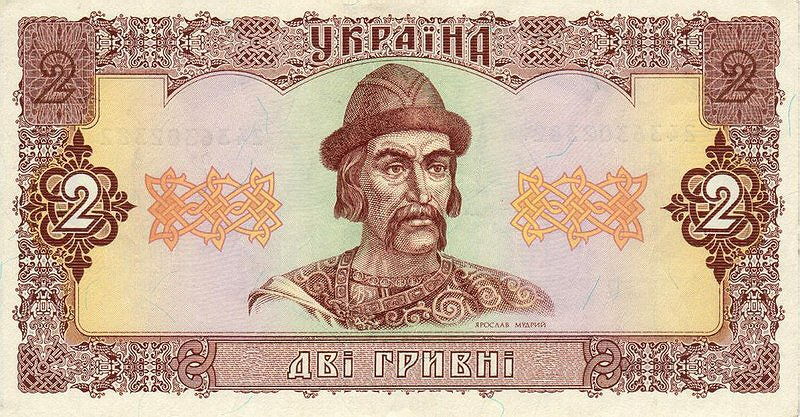
Dos grivnas, edición de 1992
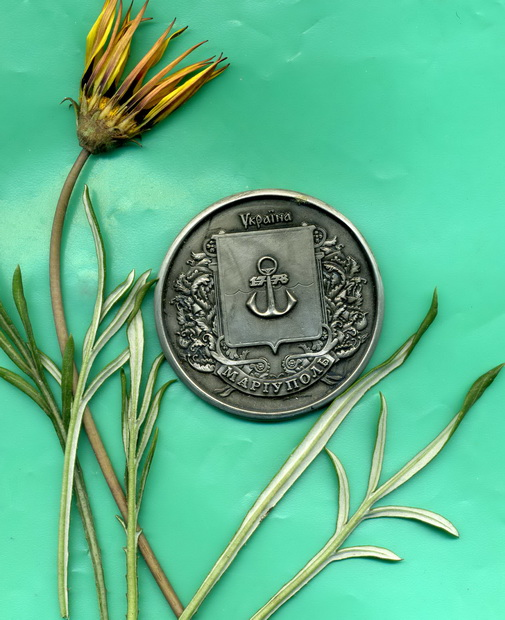
Medalla decorativa en honor a Mariúpol
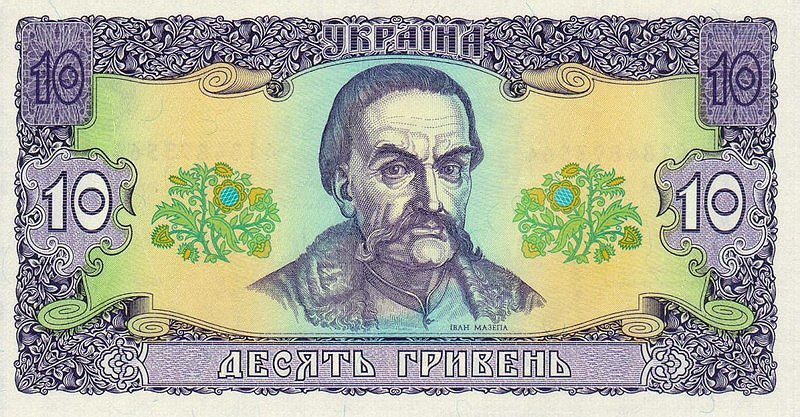
Billete de 10 grivinas con la imagen de I. C. Mazepa (la versión más antigua, sujeta a retiro gradual de circulación)
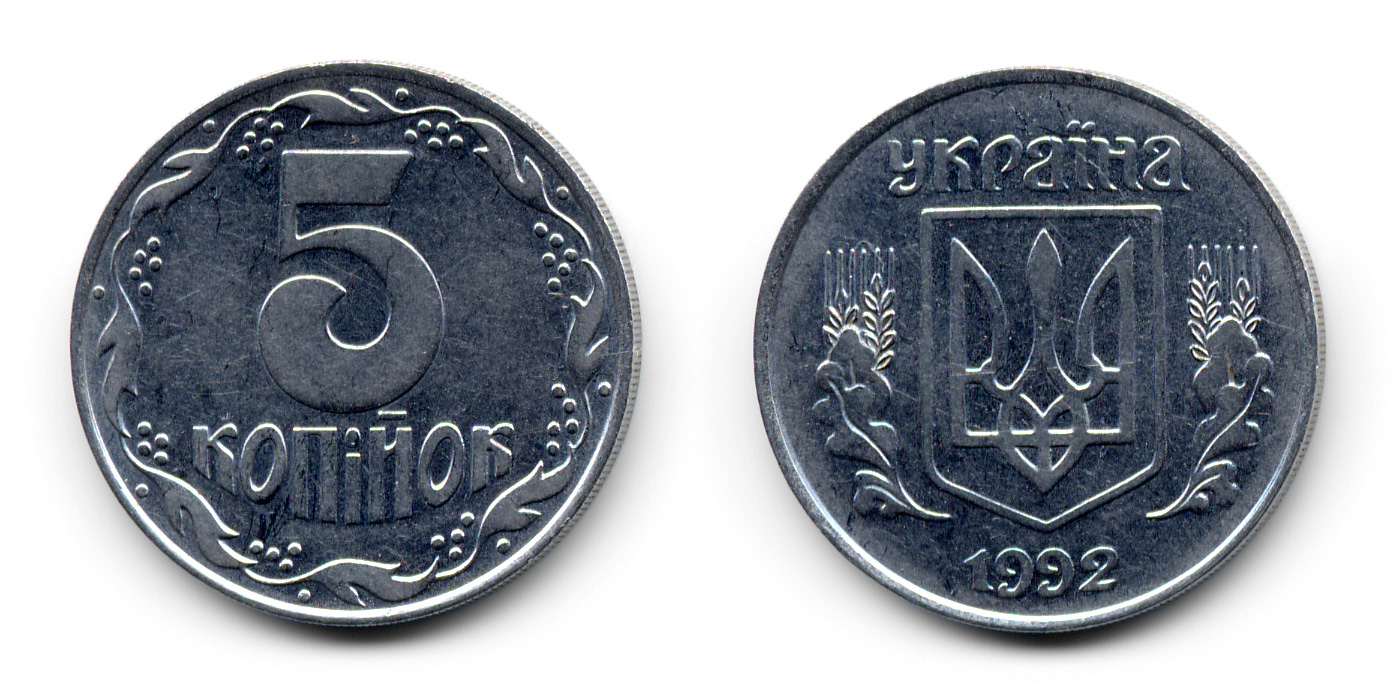
Cinco kopeks de Ucrania 1992, níquel

### Pintura
El museo exhibe obras de A. I. Kuindzhi Puesta de sol roja, Otoño. Crimea, Elbrus; I. K. Aivazovski, Frente a la costa del Cáucaso; M. M. Dubovski, Noche en el mar Báltico, Mar; dibujos de V. V. Vereshchagin durante la guerra ruso-turca de 1877–1878; artistas ucranianos T. N. Yablonskaya Tres colinas; M. P. Glushchenko, El lago; S. F. Shishko, Mañana en el bosque, Abril. Goloseevo; A. M. Gritsay, M. G. Deregus y muchas otras obras.

## Sucursales del museo

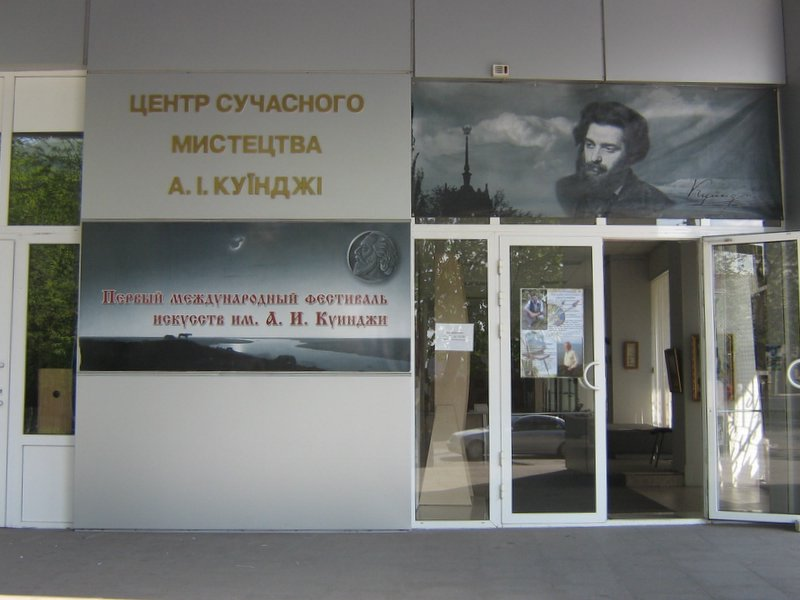
Centro Contemporáneo Kuindzhi

- Museo de la Vida Popular (Calle Georgievskaya, 55): inaugurado en 1989, esta sección destacaba las peculiaridades de la vida de las personas de diferentes nacionalidades que habitaron el territorio de la región de Azov a fines del siglo XVIII.

- Centro Kuindzhi de Arte y Cultura Contemporáneos (Avenida de los Metalúrgicos 25): inaugurado en 2004, esta sucursal albergaba exhibiciones de arte permanentes y varias exhibiciones temporales cada año, presentando arte que va desde el expresionismo hasta la abstracción, y llevaba a cabo actividades científicas y educativas.[9][10]

- Museo de Historia y Etnografía de los Griegos de la Región del Mar de Azov (Sartaná, 37a Calle General Kurkchi): una sucursal desde 1992, este museo exhibía la historia de la migración de los cristianos griegos del Kanato de Crimea en la región de Azov desde 1778 hasta 1780, establecimiento de aldeas y desarrollo económico del asentamiento de la diáspora griega hasta el presente.

- Museo de Arte Kuindzhi (calle Georgievskaya 58): abierto para visitantes desde el 30 de octubre de 2010, esta sucursal está ubicada en una mansión Art Nouveau construida en 1902 como regalo de bodas para Valentina Gadzinova, la esposa del fundador de la escuela real Vasily Hyatsintov. El museo exhibía pinturas, muebles, documentos, cartas, fotografías y arte de medallas. Si bien estaba dedicada al artista del siglo XIX Arjip Kuindzhi, la colección del museo también incluía obras de otros pintores ucranianos.[4][11][12]

El museo fue destruido por un ataque aéreo el 21 de marzo de 2022, durante el asedio de Mariúpol. Las tres obras originales de Kuindzhi no estaban en el museo en ese momento, pero las obras de otros artistas si estaban, por ejemplo, obras de Ivan Aivazovski, un contemporáneo de Kuindzhi.